# Бюст'є

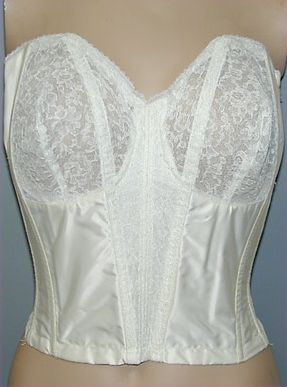
Бюст'є

Бюст'є́, бюстьє́ (фр. bustier, bustière, від buste — «груди», «бюст») — обтислий жіночий одяг на жорсткому каркасі, який традиційно носили як спідню білизну. Його основною метою є підняття грудей. Також може використовуватись як підтримка бюстгальтера під сукнею, або як ліфчик для верхнього одягу. Бюстьє можна носити під прозорим верхнім одягом.
Бюстьє нагадує баск, але коротше: досягає тільки ребер або талії.

## Історія та структура
Винахідником бюстьє вважається француз Жак Фат. Головний плюс нового вбрання полягав у тому, що бюст'є за рахунок жорсткого каркаса з дроту і кілець під грудьми добре тримало бюст навіть без бретельок. Бюст'є являє собою бюстгальтер на кісточках зі знімними бретельками або без них, поєднаний з коротким корсетом з щільної тканини, прошитої для жорсткості міцними «кісточками». Чашечки ліфа оголюють груди наполовину, щоб надягати поверх сукні з глибоким декольте, що відкриває спину. Бюст'є шиється з мінімальною кількістю швів. Воно підтримує груди і, якщо це потрібно, коригує їх форму.